# كارل ويت
يوهان هاينريش فريدريش كارل ويت (بالألمانية: Karl Witte)‏، قاضٍ ألماني وباحث من دانتي أليغييري، ولد في 1 يوليو عام 1800 في ألمانيا وتوفي 6 مارس 1883.
وهو ابن القس كارل هاينريش غوتفريد ويت الذي أخضع ابنه تحت برنامج مكثف من التعليم. عندما بلغ كارل ويت تسعة أعوام، كان قادرًا على التحدث بكل من اللغات الألمانية والفرنسية والإيطالية واللاتينية واليونانية، وعندما بلغ سن ال 13، وفي يوم 10 أبريل من عام 1814، حصل على شهادة الدكتوراة في الفلسفة في جامعة جيسن في ألمانيا، ما أهّله لإدراج اسمه في موسوعة غينيس للأرقام القياسية باعتبارها «أصغر شهادة دكتوراه»، وهو السجل الذي لا يزال قائمًا إلى الآن. إلا أنّ كتاب غينيس للأرقام القياسية قد ذكر عمره بانّه 12.
كان كارل ويت موضوع كتاب ألّفه والده بعنوان «تعليم كارل ويت» أو «تدريب الطفل»، والذي تعرّض في بدايته للنقد ما أدّى إلى نسيانه في ألمانيا، وبقي كذلك حتى القرن 21، حيثُ أصبح الكتاب من أكثر الكتب مبيعًا في الصين.

## روابط خارجية
- كارل ويت على موقع ميوزك برينز (الإنجليزية)